# Saprinus caeruleatus
Saprinus caeruleatus är en skalbaggsart som beskrevs av Lewis 1905. Saprinus caeruleatus ingår i släktet Saprinus och familjen stumpbaggar. Inga underarter finns listade i Catalogue of Life.